# Erebia albovittata
Erebia albovittata är en fjärilsart som beskrevs av Ruggero Verity 1904. Erebia albovittata ingår i släktet Erebia och familjen praktfjärilar. Inga underarter finns listade i Catalogue of Life.